# George Sinner
George Albert Sinner (* 29. Mai 1928 in Fargo, North Dakota; † 9. März 2018 ebenda) war ein US-amerikanischer Politiker (Demokratische Partei). Er war von 1985 bis 1992 der 29. Gouverneur des Bundesstaates North Dakota.

## Frühe Jahre und politische Anfänge
George Sinner studierte bis 1950 an der Saint John’s University in Collegeville Philosophie. Zwischen 1951 und 1952 war er in der US-Luftwaffe. Danach begann er eine lange politische Karriere. Zwischen 1962 und 1966 saß er im Senat von North Dakota. Von 1967 bis 1974 gehörte er einem Regierungsausschuss (State Board of Higher Education) an. Zwischen 1971 und 1972 war er Delegierter auf einem Konvent zur Überarbeitung der Staatsverfassung. Von 1975 bis 1979 fungierte er als Präsident des Verbandes der Zuckerrübenanbauer (River Valley Sugar Beet Growers). In dieser Zeit war er auch noch in anderen landwirtschaftlichen Vereinigungen aktiv.

## Gouverneur von North Dakota
Im Jahr 1982 wurde George Sinner in das Repräsentantenhaus von North Dakota gewählt. Zwei Jahre später schaffte er den Sieg bei der Gouverneurswahl mit 55,3 Prozent der Stimmen gegen den republikanischen Amtsinhaber Allen I. Olson. Nach einer Wiederwahl im Jahr 1988 konnte er bis zum 15. Dezember 1992 amtieren. In dieser Zeit durchlief die Landwirtschaft infolge von Dürren und schlechten Ernten die schlimmste Krise seit der Great Depression Anfang der 1930er Jahre. Ebenfalls in dieser Zeit feierte North Dakota den 100. Jahrestag des Beitritts zu den Vereinigten Staaten. Während des Zweiten Golfkrieges wurde 1991 auch die Nationalgarde von North Dakota eingesetzt. George Sinner war auch Mitglied verschiedener Gouverneursvereinigungen.
Im Jahr 1992 verzichtete Sinner auf eine erneute Kandidatur und zog sich in das Privatleben zurück. Er war mit Elizabeth Jane Baute verheiratet, mit der er zehn Kinder hatte.

## Einzelnachweis
1. ↑  Patrick Springer: Former North Dakota Gov. George Sinner dies at age 89. West Fargo Pioneer, 9. März 2018, abgerufen am 11. März 2018 (englisch).

| Personendaten    | Personendaten               |
| ---------------- | --------------------------- |
| NAME             | Sinner, George              |
| ALTERNATIVNAMEN  | Sinner, George Albert       |
| KURZBESCHREIBUNG | US-amerikanischer Politiker |
| GEBURTSDATUM     | 29. Mai 1928                |
| GEBURTSORT       | Fargo, North Dakota         |
| STERBEDATUM      | 9. März 2018                |
| STERBEORT        | Fargo, North Dakota         |